# 道の駅たじま
道の駅たじま（みちのえき たじま）は、福島県南会津郡南会津町にある国道121号の道の駅である。愛称は会津西街道たじま。

## 施設
- 駐車場
  - 普通車：40台
  - 大型車：10台
  - 身障者用：3台
- トイレ（いずれも24時間利用可能）
  - 男：大 2器、小 5器
  - 女：10器
  - 身障者用：1器
- 公衆電話：1台
- 物産館「会津の関」
- 軽食・喫茶
- 公園
- 休憩所
- 情報コーナー

## 休館日
- 無休

## アクセス
- 国道121号 - 登録路線
  - 国道352号（重複区間）
  - 国道400号（重複区間）

## 周辺
- 貝鳴山